# نجیب عازوری
نجیب عازوری (عربی: نجيب عازوري)؛ (زاده: ۱۸۷۳ – درگذشته: ۱۹۱۶) نویسنده و سیاستمدار و متفکر ملی عرب در روستای عازور جنوب لبنان متولد شد. وی وارد مدرسه فریر در بیروت شد و تحصیلاتش را در انستیتو عالی پاریس ادامه داد. وی به متخصص علوم سیاسی درجه یک تبدیل شد.

## فعالیت‌ها
نجیب در ۱۸۹۸ به منصب معاون حاکم قدس منصوب شد ولی در سال ۱۹۰۴ از این منصب کناره گرفت تا تمام وقت وارد فعالیت سیاسی شود. در این مقطع وی برای استقلال سوریه و کشورهای عربی از حاکمیت دولت عثمانی فراخوان داد. وی در سال ۱۹۰۴ در پاریس جمعیتی بنام «جمعیت وطن عربی» یا «جامعه کشورهای عربی» تشکیل داد. اما این کار ناموفق بود. وی در سال ۱۹۰۵ در کنفرانس اول جهان عرب در پاریس شرکت کرد و بیانیه پایانی را خودش با دست خودش نوشت و درمارس ۱۹۰۷ مجله استقلال جهان عرب را منتشر کرد که صدور آن تا ژوئن سال ۱۹۰۸ ادامه داشت.
بدنبال سقوط سلطان عبدالحمید دوم در سال ۱۹۰۸ نجیب عازوری به فلسطین بازگشت تا برای  انتخابات خود را کاندید کند، اما ترکها او را به اتهام فعالیت‌های ضد امنیتی علیه دولت به اعدام محکوم کردند. وی سپس به قاهره رفت و انتشار روزنامه ای بنام «روزنامه مصر» را شروع کرد. وی نقش اساسی و جدی در تأمین سلاح برای رزمندگان عرب که علیه عثمانیها شوریده بودند ایفا کرد. این همان قیامی است که بعداً بنام «انقلاب بزرگ جهان عرب» نام گذاری شد.

## آثار
نجیب عازوری چند کتاب از خود به‌یادگار گذاشته که مهم‌ترین آن‌ها عبارتند از: کتاب بیداری امت عربی به زبان فرانسه است. هم چنین مقالات و مباحثی که در مجله استقلال عربی روزنامه‌های دیگری به زبان فرانسه از خود به یادگار گذاشته‌است.